# Hemileius proximus
Hemileius proximus är en kvalsterart som först beskrevs av Berlese 1916.  Hemileius proximus ingår i släktet Hemileius och familjen Hemileiidae. Inga underarter finns listade i Catalogue of Life.